# Viaggio al centro della Terra (film 1959)
Viaggio al centro della Terra (Journey to the Center of the Earth) è un film del 1959 diretto da Henry Levin.
Liberamente ispirato al romanzo omonimo di Jules Verne, è un film di fantascienza e d'avventura prodotto da Charles Brackett.

## Trama
Edimburgo, 1880. Il professor Oliver Lindenbrook riceve in regalo dai suoi studenti un frammento di roccia vulcanica (una peridotite islandese) che presenta un peso specifico insolitamente alto.
Nel tentativo di fondere la roccia in un forno per analizzarla, la troppa acqua regia immessa nel forno fa esplodere il tutto, liberando dal frammento lavico un filo a piombo recante delle antiche incisioni. Una volte decifrate queste si rivelano essere le indicazioni lasciate dall'esploratore Arne Saknussemm per accedere ad un passaggio verso il centro della Terra.
Lindenbrook scrive al professore Götaborg di Stoccolma per avere un consulto. Trascorso un certo tempo senza che sia giunta una risposta, Lindenbrook e il suo pupillo Alec partono per il luogo indicato dalle iscrizioni, in Islanda. Qui scoprono che Götaborg è stato ucciso, e che stava per usurpargli la scoperta e partire con una propria spedizione.
La vedova di Götaborg offre tutto l'equipaggiamento preparato dal marito a condizione di prendere parte lei stessa alla spedizione, alla quale si unisce anche un ragazzone islandese, Hans.
La discesa verso il centro della terra, indicata dal picco del monte Skartaris, inizia da una grotta nascosta nell'imboccatura del vulcano Snæfell (Snæfellsjökull, ovvero ghiacciaio dello Snæfell): qui il cammino è pieno di insidie, tra giganteschi funghi commestibili, dinosauri e tempeste magnetiche. Ad un certo momento incontrano il conte Saknussemm, discendente dell'esploratore Arne che per primo raggiunse il centro della Terra e scrisse il messaggio col proprio sangue sul peso a piombo. Il conte Saknussemm si rivela essere l'assassino di Götaborg e minaccia anche la spedizione Lindenbrook.
Dopo essersi liberati del conte Saknussemm e avere scoperto la mitica Atlantide, il gruppo riesce a risalire rocambolescamente in superficie, riparandosi all'interno di un antico braciere, cavalcando il magma in un camino vulcanico che poi si rivelerà essere lo Stromboli.

## Produzione
Alcune sequenze furono girate al parco nazionale delle Carlsbad Caverns, nel Nuovo Messico.

## Nozioni scientifiche
Il centro esatto della Terra è rappresentato come un mulinello di acqua su cui i personaggi navigano, ed è presente un campo di forze capace di attrarre qualsiasi oggetto. Infatti nel film vengono attirati un organetto, un libro ed alcuni oggetti d'oro. Secondo le conoscenze geologiche attuali l'interno della terra è costituito da materiali a temperature di migliaia di gradi, anche se ai tempi di Verne, antecedenti alla teoria della tettonica a zolle, la cosa non era così ovvia. 
Inoltre, il ritrovamento del messaggio cifrato scritto con il sangue sul peso di un filo a piombo racchiuso in un pezzo di lava è palesemente assurdo poiché, essendo la temperatura della lava fusa di oltre 1.200 °C, qualsiasi traccia organica sarebbe evaporata.

## Riconoscimenti
- Premi Oscar 1960
  - Candidatura per la miglior scenografia di un film a colori
  - Candidatura per i migliori effetti speciali
  - Candidatura per il miglior sonoro
- Secondo posto al Golden Laurel Award 1960 per "Top Action Drama"